# Кивиток
Кивиток (дат. Qivit(t)oq), или горный беглец (дат. fjeldgænger) — в гренладской эскимосской мифологии человек, который из-за чувства стыда, гнева или вины покинул общину и ушел в горы, чтобы жить там в качестве отшельника. Со временем кивиток становится обладателем сверхъестественных способностей, в связи с чем эскимосы его боятся.

## В культуре
- Кинофильм «Qivitoq» (рус. «Кивиток», в русском прокате «Легенда о беглеце»), режиссёр (Эрик Баллинг, 1956 год
- «Qaqqat Alanngui» («Ужас в горах», режиссёр Малик Клейст, 2011 год